# Parahealdia
Parahealdia is een geslacht van uitgestorven kreeftachtigen uit de klasse van de Ostracoda (mosselkreeftjes).

## Soorten
- Parahealdia centralis Swartz, 1936 †
- Parahealdia convexoris Swartz & Whitmore, 1956 †
- Parahealdia minuta Zhang (Jin-Jian), 1985 †
- Parahealdia ovata Coryell & Cuskley, 1934 †
- Parahealdia pecorella Coryell & Cuskley, 1934 †
- Parahealdia quaesita (Roth, 1929) Lundin, 1968 †